# Volker Rheinberger
Volker M. Rheinberger (* 12. Dezember 1948 in Vaduz) ist ein liechtensteinischer Politiker (VU). 

## Biografie
Rheinberger wurde 1948 in Vaduz als Sohn des Architekten und Denkmalschützers Hans Rheinberger und dessen Frau Edeltraud (geborene Hartmann) geboren und wuchs mit zwei Brüdern auf. Er besuchte von 1960 bis 1968 das Gymnasium in Vaduz. Anschliessend studierte er von 1968 bis 1972 Chemie an der Universität Basel. Dort erfolgte 1975 seine Promotion zum Dr. phil. nat. Von 1976 bis 1982 studierte er Wirtschaftswissenschaften an der Universität St. Gallen und erhielt dort 1982 ein Lizenziat in Ökonomie (lic. oec.). Rheinberger wurde nun als Forschungschemiker bei der Ivoclar Vivadent AG, einem in Schaan ansässigen Dentalunternehmen, tätig. Ab 1986 war er Mitglied der Geschäftsleitung des Unternehmens. 2013 erfolgte seine Pensionierung.
Von 1993 bis 2001 war er für die Vaterländische Union Mitglied des liechtensteinischen Landtages. Erstmals im Februar 1993 gewählt, erfolgte im Oktober desselben Jahres, sowie im Jahr 1997 jeweils seine Wiederwahl. Als Landtagsabgeordneter war er Mitglied des Landesausschusses. Daneben war er von 1996 bis 2005 Vorstandsmitglied des Historischen Vereins für das Fürstentum Liechtenstein. Des Weiteren veröffentlichte er als Autor und Ko-Autor zahlreiche Publikationen auf dem Gebiet der organischen und anorganischen Chemie, sowie der dentalen Materialwissenschaft. Von 2010 bis 2018 war er Präsident des Universitätsrates der Universität Liechtenstein.
Rheinberger ist verheiratet und hat zwei Töchter. 